# دوره پنجم مجلس نمایندگان افغانستان
دوره پنجم مجلس نمایندگان افغانستان در سال ۱۳۲۲ با فرمان محمد ظاهرشاه در قصر سلام خانه در تاریخ ۵ اسد/مرداد ۱۳۲۲ گشایش یافت و در سال ۱۳۲۴ به پایان رسید. در این دوره از مجلس ۱۱۱ نماینده عضویت داشتند.

## اقدامات
در این دوره برخی مصوبه‌ها به تصویب رسید که شامل فهرست زیر می‌شود.
- موازنه بودجه عمومی واردات و مصارف.
- تنظیم بودجه وزارتخانه‌ها و سایر ادارات.
- قرضه وزارت مالیه از بانک مرکزی افغانستان.
- افزایش حقوق مامورین ملکی و عسکری.
- انعقاد برخی معاهدات بین‌المللی.
- تصویب اصولنامه‌ها و ضمائم آنان.

## هیئت اداری
در این دوره مجلس نمایندگان اعضای هیئت رئیسه را انتخاب کردند.
رئیس: عبدالاحد خان
معاون اول: جلال‌الدین خان
معاون دوم: سید ابوالخیر خان
منشی: عبداللطیف خان